# Loverly
Loverly är ett musikalbum från 2008 av den amerikanska jazzsångaren Cassandra Wilson.

## Låtlista
1. Lover, Come Back to Me (Sigmund Romberg/Oscar Hammerstein II) – 4:16
2. A Day in the Life of a Fool (Luiz Bonfá/Antonio Maria) – 4:58
3. Wouldn't It Be Loverly (Frederick Loewe/Alan Jay Lerner) – 5:02
4. Gone with the Wind (Herb Magidson/Allie Wrubel) – 5:51
5. Caravan (Duke Ellington/Juan Tizol/Irving Mills) – 4:23
6. Till There Was You (Meredith Willson) – 6:42
7. Spring Can Really Hang You Up the Most (Fran Landesman/Tommy Wolf) – 5:01
8. Arere (Babalola/Moran/Plaxico/Riley/Sewell/Wilson) – 5:42
9. St. James Infirmary (Irving Mills) – 4:40
10. Dust My Broom (Elmore James/Robert Johnson) – 4:46
11. The Very Thought of You (Ray Noble) – 4:47
12. A Sleepin' Bee (Harold Arlen/Truman Capote) – 4:35

## Medverkande
- Cassandra Wilson – sång
- Jason Moran – piano (1–6, 8–10, 12)
- Marvin Sewell – gitarr (1–10, 12)
- Lonnie Plaxico – bas (1–6, 8–10, 12)
- Reginald Veal – bas (11)
- Herlin Riley – trummor (1–6, 8–10, 12)
- Lekan Babalola – slagverk (1, 2, 4–6, 8–10)
- Rhonda Richmond – kör (8)
- Nicholas Payton – trumpet (1)

## Mottagande
Skivan fick ett blandat mottagande när den kom ut med ett snitt på 3,5/5 baserat på fyra recensioner.